# ONUKA
ONUKA (en ucraniano: ОНУКА) es un grupo musical ucraniano de electro-folk formado en 2013 en Kiev por el productor Yevhen Filatov y la vocalista Nata Zhyzhchenko.
El grupo dispone de una amplia gama de instrumentos entre los que se incluyen instrumentos del folclore ucraniano como la sopilka y bandura.

## Historia
El origen del nombre de la banda viene de la palabra en ucraniano onuka, cuya traducción es "nieta", en homenaje a Oleksandr Shlionchyk, abuelo de la vocalista y fabricante de instrumentos folclóricos.
Zhyzhchenko empezó su carrera musical como miembro de la banda Tomato Jaws, grupo que estuvo activo durante once años. Algunas de sus canciones fueron remasterizadas por Filatov, antiguo componente de The Maneken y que supondría la formación de ONUKA con el objetivo, de acuerdo con Zhyzhchenko, de "revitalizar las antiguas tradiciones y los instrumentos clásicos desaparecidos durante la época soviética".
En 2014 publicaron su álbum de debut: Onuka a través de iTunes siendo el álbum más vendido del mes en Ucrania. Su primer EP fue Look, publicado el 15 de mayo debutando en el primer puesto de iTunes. Dos años después saldría su segundo single: Vidlik, el cual incluía: Svitanok, Vidlik, Other (Intro), Other y 19 86.
En 2015, fueron nominados en la gala de los Premios Yuna Music en la categoría al Descubrimiento del Año.
En 2017 actuaron en el intervalo del Festival de Eurovisión junto con Naoni.

## Discografía

### Álbumes de estudio
- 2014 Onuka
- 2018 Mozaika

### EP
- 2014 Look
- 2016 Vidlik